# Guadalupe (Guerrero)
Guadalupe es una localidad del estado mexicano de Guerrero. Es parte del municipio de Ometepec.

## Toponimia
El nombre de la población hace referencia al santo patrono de la localidad: Nuestra Señora de Guadalupe.

## Demografía
| Gráfica de evolución demográfica |
|                                  |

| Censo | Población |
| ----- | --------- |
| 1910  | 262       |
| 1921  | 284       |
| 1930  | 266       |
| 1940  | 357       |
| 1950  | 369       |
| 1960  | 579       |
| 1970  | 733       |
| 1980  | 822       |
| 1990  | 760       |
| 2000  | 1 033     |
| 2010  | 1 147     |
| 2020  | 1 149     |